# Canon de 47 mm AC modèle 1934

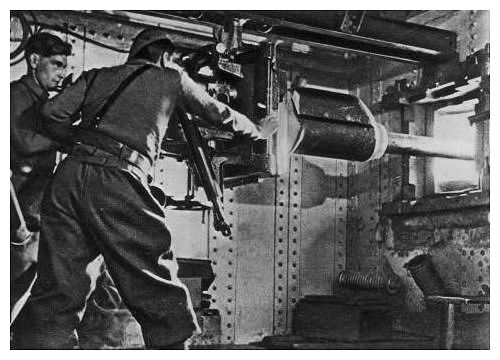
Batteriekasematte AC 47 im Block 1 der Ouvrage de Schoenenbourg 1940

Die Canon de 47 mm AC modèle 1934 war ein Festungs-Panzerabwehrgeschütz, das in den Forts der Maginot-Linie eingebaut war. Eine Weiterentwicklung war die Panzerabwehrkanone Canon antichar de 47 mm modèle 1937 (47 APX), die vom „Atelier de construction de Puteaux“ konstruiert wurde.
Die Bunker der Maginot-Linie erhielten standardisierte Kasematten, die eine Größe von 3 × 3 Metern aufwiesen und die neben diesem Geschütz zusätzlich mit einem Zwillings-Maschinengewehr ausgestattet waren. Die Kanone war an Rollen aufgehängt, die auf zwei T-Trägern liefen und in der Front- und Rückwand der Kasematte verankert waren. Es konnte bei Bedarf aus der Schartenöffnung in der Bunkerwand zurückgezogen und gegen das Zwillings-Maschinengewehr ausgetauscht werden.
Die AC 47 war sicherlich eine der besten Panzerabwehrkanonen im Jahr 1940. Es war in der Tat eine sehr wirkungsvolle Waffe, die auf eine Entfernung von 800 Metern noch 80 mm Stahl durchschlagen konnte, aber im Jahre 1940 waren nur Panzergranaten vorhanden, es gab keine Sprenggranaten zur Bekämpfung von Infanterie. Die Geschütze konnten auch nicht ausgebaut und in Drehtürme montiert werden, ihre Einsatzmöglichkeit beschränkte sich daher auf ein nur begrenztes Schussfeld.
Insgesamt wurden 336 dieser Panzerabwehrkanonen angefertigt, die bei der französischen Armee bis 1940 im Dienst standen. Obwohl die Wehrmacht nahezu restlos alles an erbeutetem Gerät und Waffen für eigenen Zwecke einsetzte (auch durch umfangreiche Umbauten), ist über eine Verwendung dieser Kanone bei den deutschen Truppen nichts bekannt. Sie wird auch in der diesbezüglichen Fachliteratur nicht erwähnt. Die Gründe dafür sind spekulativ, könnten aber damit zusammenhängen, dass eine völlig neue Lafette hätte konstruiert werden müssen.
Für eine Nichtverwendung bei der Wehrmacht sprechen die immer noch vorhandenen Kanonen in den folgenden Festungswerken der Maginot-Linie, die dort weiterhin zu besichtigen sind:
- Ouvrage de La Ferté (Ardennen)
- Casemate du Grand-Lot (Département Moselle)
- Ouvrage du Simserhof
- Ouvrage de Schœnenbourg
- Casemate de Marckolsheim Sud (Département Bas-Rhin)